# Western Hockey League (1952–1974)
Western Hockey League (WHL) var en binationell nordamerikansk professionell ishockeyliga som var verksam mellan 1952 och 1974 och bestod av lag från västra och centrala delarna av Kanada och USA. Ishockeyligan uppkom när Pacific Coast Hockey League och Western Canada Senior Hockey League slogs ihop.
I slutet av 1950-talet höjdes det röster om att WHL kunde blivit en direkt konkurrent till proffsligan National Hockey League (NHL) på grund av att WHL var etablerad i många stora amerikanska och kanadensiska städer i väst och var på gång att få ett nationellt amerikanskt TV-avtal. Detta var några av anledningarna till att NHL tog beslutet om att expandera inför säsongen 1967–1968. För WHL:s del tog det slut 1974 när NHL och World Hockey Association (WHA) blev för stora efter att ha expanderat aggressivt västerut och erövrat flera stora traditionella och etablerade ishockeymarknader som WHL var på och att talangpoolen av ishockeyspelare var ansträngd, framförallt efter uppkomsten av WHA på 1970-talet som konkurrerade med WHL och NHL om de bästa spelarna. NHL erbjöd Denver Spurs och Seattle Totems om att bli medlemmar i ligan när WHL lades ner, det rann dock ut i sanden och båda två anslöt sig istället till Central Hockey League (CHL). Phoenix Roadrunners valde att gå med i WHA och Spurs gjorde detsamma året efter.

## Lagen
De lag som spelade i WHL under ligans existens.
| Kanada - Brandon Regals (1955–1957) - Calgary Stampeders (1952–1963) - Edmonton Flyers (1952–1963) - New Westminster Royals (1952–1959) - Saskatoon Quakers (1951–1956) - Saskatoon/St. Paul Regals (1957–1958) - Vancouver Canucks (1952–1970) - Victoria Cougars (1952–1961) - Victoria Maple Leafs (1964–1967) - Winnipeg Warriors (1955–1961) | USA - California Seals (1966–1967) - Denver Invaders (1963–1964) - Denver Spurs (1968–1974) - Los Angeles Blades (1961–1967) - Phoenix Roadrunners (1967–1974) - Portland Buckaroos (1960–1974) - Salt Lake Golden Eagles (1969–1974) - San Diego Gulls (1966–1974) - San Franciso Seals (1961–1966) - Seattle Americans (1955–1958) - Seattle Bombers (1952–1954) - Seattle Totems (1958–1975) - Spokane Comets (1960–1963) - Spokane Spokes (1958–1960) - Tacoma Rockets (1952–1953) |

## Mästare
De lag som vann Lester Patrick Cup, pokalen som delades ut till de vinnande lagen av WHL:s slutspel.
| - 1952–1953: Edmonton Flyers - 1953–1954: Calgary Stampeders - 1954–1955: Edmonton Flyers - 1955–1956: Winnipeg Warriors - 1956–1957: Brandon Regals - 1957–1958: Vancouver Canucks - 1958–1959: Seattle Totems - 1959–1960: Vancouver Canucks - 1960–1961: Portland Buckaroos - 1961–1962: Edmonton Flyers - 1962–1963: San Francisco Seals | - 1963–1964: San Francisco Seals - 1964–1965: Portland Buckaroos - 1965–1966: Victoria Maple Leafs - 1966–1967: Seattle Totems - 1967–1968: Seattle Totems - 1968–1969: Vancouver Canucks - 1969–1970: Vancouver Canucks - 1970–1971: Portland Buckaroos - 1971–1972: Denver Spurs - 1972–1973: Phoenix Roadrunners - 1973–1974: Phoenix Roadrunners |